# Kronborgs län
Kronborgs län var ett danskt län fram till 1662. Det omfattade Holbo, Hørsholm och Kronborgs härader. Ön Ven överfördes 1654 från Kronborgs län till Helsingborgs län.